# エムっとくん
エムっとくんとは、三重テレビ放送（MTV）のマスコットキャラクター。本項ではガールフレンドの「ビっとちゃん」も併記する。

## 概要
2005年4月1日、三重テレビの地上デジタル放送開始に伴い登場。

## プロフィール

### エムっとくん[1]
- 地球から33億光年離れたメイズ星雲メイビー星からやってきた宇宙人（33は三重テレビのアナログ放送におけるチャンネル）。
- 手に持つ光線銃から「eビーム」（エコ〈eco〉ビームと元気〈energy〉ビームの総称）を発射できる。
- トレードマークは、おでこにすえられた「M」の文字。

### ビっとちゃん[2]
- 地球人の女の子でエムっとくんのガールフレンド。
- チャームポイントはかわいい前髪。